# 幾內亞刺鰍
幾內亞刺鰍為輻鰭魚綱合鰓目刺鰍亞目刺鰍科的其中一種，分布於非洲幾內亞Konkoure河上游流域，體長可達23.9公分，棲息在礫石底質、植被生長的溪流，屬肉食性。